# Älmåsa göl
Älmåsa göl är en sjö i Vaggeryds kommun i Småland och ingår i Lagans huvudavrinningsområde. Sjön är 9,8 meter djup, har en yta på 0,01 kvadratkilometer och befinner sig 280 meter över havet.